# 이순용
이순용(李淳鎔, 1897년~1988년 10월 9일, 서울)은 대한민국의 공무원이다.
재미교포로 미군에 입대하여 제2차 세계 대전에 참여했던 CIC소속 중사였다.
| 전임 장택상 (서리) | 제6대 내무부 장관 1951년 5월 14일 ~ 1952년 1월 12일 | 후임 장석윤 (서리) |

| 전임 장기영 | 제3대 체신부 장관 1952년 1월 12일 ~ 1952년 3월 20일 | 후임 조주영 |

| 전임 황종률 | 제4대 외자구매처장 1953년 5월 28일 ~ 1953년 11월 24일 | 후임 손노듸 |

| 전임 황종률 | 제4대 임시외자관리청장 1953년 5월 28일 ~ 1955년 2월 16일 | 후임 이순용 (외자청장) |

| 전임 이순용 (임시외자관리청장) | 초대 외자청장 1955년 2월 17일 ~ 1956년 1월 4일 | 후임 최인규 |